# Kinh tế chuyển đổi
Kinh tế chuyển đổi là một nền kinh tế đang thay đổi từ nền kinh tế kế hoạch tập trung của Cộng sản sang nền kinh tế thị trường. Các nền kinh tế chuyển đổi trải qua một loạt các chuyển đổi cơ cấu nhằm phát triển các thể chế dựa trên thị trường. Chúng bao gồm tự do hóa kinh tế, trong đó giá cả được thiết lập bởi các lực lượng thị trường chứ không phải bởi một tổ chức kế hoạch trung tâm. Ngoài ra đối với thương mại này được loại bỏ các rào cản, có một sự thúc đẩy để tư nhân hóa doanh nghiệp nhà nước và các nguồn lực, nhà nước và các doanh nghiệp hợp tác xã được cơ cấu lại như các công ty, và một lĩnh vực tài chính được tạo ra để tạo điều kiện ổn định kinh tế vĩ mô và sự chuyển động của vốn tư nhân. Quá trình này đã được áp dụng ở Cộng hòa Nhân dân Trung Hoa, Liên Xô cũ và các nước khối Đông Âu và một số nước thế giới thứ ba, và công việc chi tiết đã được thực hiện trên các hiệu ứng kinh tế và xã hội.
Quá trình chuyển đổi thường được đặc trưng bởi sự thay đổi và tạo ra các tổ chức, đặc biệt là các doanh nghiệp tư nhân; thay đổi vai trò của nhà nước, qua đó, tạo ra các thể chế chính phủ khác nhau cơ bản và thúc đẩy các doanh nghiệp tư nhân, thị trường và các tổ chức tài chính độc lập. Về bản chất, một chế độ chuyển đổi là tái cấu trúc chức năng của các tổ chức nhà nước từ việc trở thành nhà cung cấp tăng trưởng cho một người tạo môi trường, với khu vực tư nhân là động cơ của nó. Một chế độ chuyển đổi khác là thay đổi cách thức nền kinh tế phát triển và chế độ thực hành. Mối quan hệ giữa hai chế độ chuyển đổi này là vi mô và vĩ mô, một phần và toàn bộ. Nền kinh tế chuyển đổi thực sự nên bao gồm cả quá trình chuyển đổi vi mô và chuyển đổi vĩ mô.  Do các điều kiện ban đầu khác nhau trong quá trình chuyển đổi từ kinh tế kế hoạch sang kinh tế thị trường, các quốc gia sử dụng mô hình chuyển đổi khác nhau. Các quốc gia như Trung Quốc đại lục và Việt Nam đã đi áp dụng chế độ chuyển đổi dần dần, tuy nhiên Nga và một số nước Đông Âu khác, như Cộng hòa xã hội chủ nghĩa Nam Tư đã sử dụng mô hình chuyển đổi mạnh mẽ và nhanh chóng hơn.  
Thuật ngữ "thời kỳ quá độ" cũng được sử dụng để mô tả quá trình chuyển từ chủ nghĩa tư bản sang giai đoạn đầu tiên của chủ nghĩa xã hội, trước khi thành lập chủ nghĩa xã hội và chủ nghĩa xã hội phát triển đầy đủ (hay còn gọi là chủ nghĩa cộng sản).